# Dieselmechanischer Antrieb
Die Bezeichnung dieselmechanischer Antrieb wird im Umfeld von Großfahrzeugen für eine Antriebsart verwendet, bei der die Kraft eines Dieselmotors direkt oder über ein Getriebe auf die Räder, bzw. bei Schiffen auf den Propeller, übertragen wird.

## Einsatzgebiete
Abhängig vom Fahrzeugtyp sind dem dieselmechanischen Antrieb mit wachsender Leistung Grenzen gesetzt. Mit zunehmender Leistung steigen Gewicht, Größe und Preis des Getriebes so sehr an, dass hier andere Lösungen sinnvoller sind. Aus diesem Grund finden vor allem bei Lokomotiven der dieselhydraulische und der dieselelektrische Antrieb Verwendung. Beim dieselmechanischen Antrieb handelt es sich um die älteste Form der Kraftübertragung bei Verbrennungsmotoren, vor allem bei Kraftfahrzeugen findet er bis heute Anwendung. 
Die Übertragungsgrenze des dieselmechanischen Antriebes liegt derzeit für Kraftfahrzeuge bei etwa 1500 kW. Kurzzeitige Spitzenleistungen aus dem Rennsport liegen bei über 8000 kW.
Für die getriebeuntersetzten Antriebsanlagen von Schiffen liegt die Grenze derzeit bei ca. 25 MW Dauerleistung je Antriebsstrang. Hierbei wirken mehrere Motoren über ein Sammelgetriebe auf die Propellerwelle und ggf. auf weitere Getriebeabtriebe (z. B. Hydraulik- oder Wasserpumpen und/oder Generatoren). Direktangetriebene Anlagen mit Verstellpropeller, d. h. ohne Getriebestufe, sind derzeit mit Leistungen von über 84 MW im Einsatz. Die technische Leistungsgrenze ist hierbei durch die Leistungsfähigkeit der Antriebsmotoren gesetzt.

## Beispiele
Bei Schienenfahrzeugen kommt der dieselmechanische Antrieb vor allem bei Verbrennungsmotortriebwagen mit kleineren und mittleren Motorleistungen zur Anwendung.
- Schienenbus
- Mylius-Getriebe
- TAG-Getriebe
- Soden-Getriebe
- Wismarer Schienenbus
- BBÖ VT 11
- Siemens Desiro Classic
- Stadler Regio-Shuttle RS1
- LINT 41
- Bombardier Itino
- RegioSprinter